# Musikåret 1982

## Händelser

### Februari
- 27 februari – Chips låt Dag efter dag vinner den svenska uttagningen till Eurovision Song Contest i Lisebergshallen i Göteborg [1].

### Mars
- 13 mars – På Chinateatern framträder Ann-Margret "Djuret" Olsson-Smith för första gången i Sverige.[2]
- 25 mars – Svenske skribenten och tonsättaren Sten Broman fyller 80 år, och firas på Grand Hotel i Lund.[2]

### April
- 24 april – Nicole Seibert låt Ein Bißchen Frieden vinner Eurovision Song Contest i Harrogate för Västtyskland [3].

### Juni
- 13 juni – Svensktoppen läggs ned [4], Chips låt Dag efter dag toppar "sista" listan [5].
- 19 juni – Rolling Stones spelar på Ullevi inför 56 610 personer
- 30 juni – Turnépremiär för Ulf Lundells turné Kär och galen i Örebro inför 5 200 personer.

### Juli
- 2 juli – Fleetwood Mac ger ut albumet Mirage.

CD

- 22 juli – Gitarristen Per-Olof Johnson tilldelas en personlig gitarrprofessur vid Lunds universitet.[2]

### September
- 28 september – Svenska Musikerförbundets kongress beslutar med röstsiffrorna 66-42 att organisationen i framtiden ska delas.[2]

### Oktober
- 1 oktober – CD introduceras i USA.[6]

### December
- December – Svenska popgruppen Abba meddelar att man tar en paus.[7]
- 12 – Svenska hårdrocksgruppen Europe vinner Rock-SM.

### Okänt datum
- okänt datum – I Sverige startar Arméns musikpluton sin verksamhet.[8]
- okänt datum – Kenneth & the Knutters spelar för första gången.[9]

## Priser och utmärkelser
- Atterbergpriset – Werner Wolf Glaser
- Hugo Alfvénpriset – Lars Fresk (Freskkvartetten)
- Jan Johansson-stipendiet – Göran Lindberg
- Jenny Lind-stipendiet – Gunilla Holmberg
- Jussi Björlingstipendiet – Bo Lundborg
- Medaljen för tonkonstens främjande – Helge Almquist, Arthur Nestler och Gunnar Sjöqvist
- Nordiska rådets musikpris – Utopia av Åke Hermansson, Sverige
- Norrbymedaljen – Gustaf Sjökvist
- Rosenbergpriset – Ingvar Lidholm
- Skandinaviens bästa countrysångare – Kikki Danielsson [10]
- Spelmannen – Abba
- Svenska Dagbladets operapris – Ulf Gadd

## Årets album
Vänligen sortera soloartister på efternamn, musikgrupper på förstabokstaven (utan engelskans "The" och "A")

### A – G
- Abba – The Singles: The First Ten Years [11]
- ABC – The Lexicon of Love
- Africa Bambaataa – Planet Rock
- Laurie Anderson – Big Science (debutalbum)
- Asia – Asia
- Bad Religion – How Could Hell Be Any Worse? (debutalbum)
- The Bar-Kays – Propositions
- Blandade artister – Eldorado. Stjärnornas musik
- Bauhaus – The Sky’s Gone Out
- Blondie – The Hunter
- Kate Bush – The Dreaming
- Cameo – Aligator Woman
- Cars, The – Shake it Up
- Clash, The – Combat Rock
- George Clinton – Computer Games
- Cocteau Twins – Garlands (debut)
- Ornette Coleman – Of Human Feelings
- Phil Collins – Hello, I Must Be Going!
- Elvis Costello – Imperial Bedroom
- Chips – Having a Party [12]
- Con Funk Shun – To the Max
- Crass – Christ: the Bootleg
- The Cure – Pornography
- Kikki Danielsson – Kikki
- Dazz Band – Keep It Live
- Dead Kennedys – In God We Trust, Inc.
- Def Leppard – High 'n' Dry
- Depeche Mode – A Broken Frame
- Descendents, The – Milo Goes to College
- Duran Duran – Rio
- Ebba Grön – Ebba Grön
- The Exploited – Troops of Tomorrow
- Glenn Frey – No Fun Aloud
- Front 242 – Geography (debut)
- Peter Gabriel – Security
- The Go-Go's – Vacation
- Lars Gullin – The Great Lars Gullin Vol. 1 '55/'56

### H – R
- Haircut One Hundred – Pelican West
- Hansson de Wolfe United – Yes Box Allright
- George Harrison – Gone Troppo
- The Human League – Love and Dancing
- Billy Idol – Billy Idol (debutalbum)
- Iron Maiden – The Number of the Beast
- Janet Jackson – Janet Jackson (debutalbum)
- Michael Jackson – Thriller
- Keith Jarrett – Concerts
- Keith Jarrett – Ritual
- Judas Priest – Screaming for Vengeance
- King Crimson – Beat
- Kiss – Creatures Of The Night
- Kiss – Kiss Killers
- Led Zeppelin – Coda
- Ulf Lundell – Kär och galen
- Lustans Lakejer – En plats i solen
- Annifrid Lyngstad – Something's Going On
- Madness – The Rise & Fall
- Manowar – Battle Hymns (debutalbum)
- Paul McCartney – Tug of War
- Pat Metheny Group – Offramp
- Midnight Star – Victory
- Missing Persons – Spring Session M (debutalbum)
- Gary Numan – I, Assassin
- Ozzy Osbourne – Diary of a Madman
- Ozzy Osbourne – Speak of the Devil
- Gilbert O'Sullivan – Life & Rhymes
- Police, The – Ghost in the Machine
- Queen – Hot Space
- Lou Reed – The Blue Mask
- Lionel Richie – Lionel Richie (debutalbum)
- The Rolling Stones – Still Life
- Romeo Void – Benefactor
- Roxy Music – Avalon
- Rush – Signals

### S – Ö
- Scorpions – Blackout
- Simon & Garfunkel – The Concert in Central Park
- Simple Minds – New Gold Dream (81-82-83-84)
- Slave – Visions of the Lite
- Social Distortion – Mommy's Little Monster (debutalbum)
- Spandau Ballet – Diamond
- Eric Stewart, 10cc – Frooty Rooties
- Bruce Springsteen – Nebraska
- Tant Strul – Tant Strul (debutalbum)
- Toto – Toto IV
- Monica Törnell – Ängel
- Ultravox – Quartet
- Van Halen – Diver Down
- Venom – Black metal
- Kim Wilde – Select
- Who, The – It's Hard
- XTC – English Settlement
- Yazoo – Upstairs at Eric's
- Yes – Classic Yes
- Zapp – Zap II
- Frank Zappa – Ship Arriving Too Late to Save a Drowning Witch

## Årets singlar och hitlåtar
Vänligen sortera soloartister på efternamn, musikgrupper på förstabokstaven (utan engelskans "The" och "A")
- Abba – Head Over Heels [11]
- Abba – The Day Before You Came [11]
- Abba – The Visitors [11]
- Abba – Under Attack [11]
- ABC – Poison Arrow
- ABC – The Look of Love
- Africa Bambaataa – Planet Rock
- Asia – Heat of the Moment
- Asia – Only Time will Tell
- George Benson – Turn Your Love Around
- Bloodstone – We Go a Long Way Back
- Laura Branigan – Gloria
- Linsey Buckingham – Trouble
- Busungarna – Tomten, jag vill ha en riktig jul
- Chicago – Hard to say I'm sorry
- Chips – Dag efter dag [13]
- Chips – Having a Party
- The Cars – Shake it Up
- The Clash – Rock the Cashbah
- The Clash – Should I Stay or Should I Go?
- George Clinton – Atomic Dog
- Joe Cocker, Jenifer Warnes – Up Where We Blong
- Phil Collins – You Can't Hurry Love
- Culture Club – Do You Really Want to Hurt Me
- Culture Club – Time (Clock of the Heart)
- Dario Baldan Bembo – Amico è
- Paul Davis – 65 Love Affair
- Paul Davis – Cool Night
- Dazz Band – Let It Whip
- Def Leppard – Bringin' on the Heartbreak
- Depeche Mode – Leave in Silence
- Depeche Mode – See You
- Duran Duran – Hungry Like the Wolf
- Duran Duran – Rio
- Electric Light Orchestra – Rain is Falling
- F.R. David – Words
- Donald Fagen – I.G.Y.
- Peter Gabriel – Shock the Monkey
- The Gap band – Outstanding
- Marvin Gaye – Sexual Healing
- Art Garfunkel – Heart in New York
- Grandmaster Flash – The Message
- The Human League – Don't You Want Me
- The Human League – Mirror Man
- Iron Maiden – Run To The Hills
- Michael Jackson & Paul McCartney – The Girl Is Mine
- Michael Jackson – Beat It
- Michael Jackson – Thriller
- The Jam – Town Called Malice
- The Jam – Beat Surrender
- Japan – Ghosts
- Lustans Lakejer – En främlings ögon
- Lakeside – I Wanna Hold Your Hands
- Paul McCartney & Stevie Wonder – Ebony & Ivory
- Paul McCartney – Take it away
- Kraftwerk – The Model/Computer Love
- Kool and The Gang – Get Down on it
- Kool and The Gang – Take My Heart
- Kool and The Gang – Steppin' Out
- Lionel Richie – Truly
- Madness – House of Fun
- Willie Nelson – Always on My Mind
- Orchestral Manoeuvres in the Dark – Maid of Orleans
- Dolly Parton – Hard Candy Christmas, Heartbreak Express, Single Women
- Quarter Flash – Harden My Heart
- Rush – Subdivisions
- Simple Minds – Glittering Prize
- Simple Minds – Promised You a Miracle
- Simple Minds – Someone Somewhere (In Summertime)
- Bruce Springsteen – Atlantic City
- Tears For Fears – Mad World
- Tears For Fears – Pale Shelter
- Third World – Try Jah Love
- Thompson Twins – In the Name of Love
- Thompson Twins – Lies
- Tommy Tutone – 867-5309/Jenny
- Toto – Africa
- Toto – Rosanna
- Ultravox – Hymn
- Ultravox – Reap the Wild Wind
- Vangelis – Chariots of Fire
- War – You Got the Power
- Kim Wilde – Cambodia
- Kim Wilde – View From a Bridge
- Deniece Williams – It's Gonna Take a Miracle
- Stevie Wonder – That Girl
- Yazoo – Don't Go
- Yazoo – Only You
- Frank Zappa – Valley Girl

## Sverigetopplistan1982
| Datum                  | Låttitel                      | Artist/grupp                | Bakgrund       |
| ---------------------- | ----------------------------- | --------------------------- | -------------- |
| 26 januari 1982 (4v)   | Cambodia                      | Kim Wilde                   | Storbritannien |
| 23 februari 1982 (2v)  | Die Fogel-Song                | Curt Haagers                | Sverige        |
| 9 mars 1982 (10v)      | Oh Julie                      | Shakin' Stevens             | Storbritannien |
| 18 maj 1982 (8v)       | Ein bißchen Frieden           | Nicole Seibert              | Tyskland       |
| 3 augusti 1982 (4v)    | I Love Rock 'n' Roll          | Joan Jett & The Blackhearts | USA            |
| 31 augusti 1982 (2v)   | Cat People (Putting Out Fire) | David Bowie                 | Storbritannien |
| 14 september 1982 (2v) | Abracadabra                   | Steve Miller Band           | USA            |
| 28 september 1982 (2v) | Cat People (Putting Out Fire) | David Bowie                 | Storbritannien |
| 12 oktober 1982 (2v)   | Abracadabra                   | Steve Miller Band           | USA            |
| 26 oktober 1982 (8v)   | Puttin' on the Ritz           | Taco                        | Indonesien     |
| 21 december 1982 (2v)  | Heartbreaker                  | Dionne Warwick              | USA            |

## Jazz
- James Ulmer: Black Rock
- Jack DeJohnette: Inflation Blues
- Joe McPhee: Oleo
- John Carter: Dauwhe
- Sonny Simmons: Backwoods Suite
- Steps Ahead: Paradox
- Tony Coe: Tournee Du Chat
- Ronald Shannon Jackson: Mandance
- Warren Vaché: Midtown Jazz
- Paul Winter: Missa Gaia/Earth Mass
- Cecil McBee: Flying Out
- Shadowfax: Shadowfax
- Stanley Jordan: Touch Sensitive
- Kevin Eubanks: Guitarist
- Michael Franks: Objects of Desire
- Hugh Masekela: Home

## Födda
- 17 januari – Alex Varkatzas, grekisk-amerikansk sångare i Atreyu.
- 18 januari
  - Quinn Allman, amerikansk gitarrist i The Used.
  - Joanna Newsom, amerikansk musiker.
- 29 januari – Adam Lambert, amerikansk sångare, låtskrivare och skådespelare.
- 31 januari – Helena Paparizou, grekisk-svensk sångare.
- 4 februari – Kimberly Wyatt, amerikansk sångerska och dansare i gruppen The Pussycat Dolls
- 16 februari – Lupe Fiasco, amerikansk rappare och skivproducent.
- 25 februari
  - Robert McCracken, amerikansk sångare i The Used.
  - Robert Willstedt, trummis i svensk-tyska hårdrocksbandet Moonlight Agony.
- 14 april – Deen, bosnisk sångare.
- 21 april – Lynn Hilary, irländsk singer-songwriter och gitarrist i Celtic Woman.
- 24 april – Kelly Clarkson, amerikansk sångare.
- 26 april – Jon Lee, brittisk musiker.
- 30 april – Lloyd Banks, amerikansk rappare.
- 15 maj – Jessica Sutta, amerikansk sångare i The Pussycat Dolls.
- 10 juni – Laleh, Laleh Pourkarim, svensk musiker.
- 14 juni – Lang Lang, kinesisk pianist.
- 23 juni – Martin Rolinski, svensk musiker, sångare i Bodies Without Organs.
- 6 juli – Tay Zonday, amerikansk sångare.
- 17 juli – Natasha Hamilton, brittisk sångare, medlem i Atomic Kitten.
- 18 juli – Ryan Cabrera, colombiansk-amerikansk sångare, skådespelare och programledare.
- 19 juli – Christopher Bear, amerikansk trummis i Grizzly Bear.
- 28 augusti – LeAnn Rimes, amerikansk countrysångare.
- 9 september – Ai Otsuka, japansk sångare.
- 22 september – Billie Piper, brittisk sångare och skådespelare.
- 27 september – Lil Wayne, amerikansk rappare.
- 1 oktober – Sandra Oxenryd, svensk sångare.
- 6 oktober – MC Lars, amerikansk rappare.
- 7 oktober – Anastasia Stotskaya, rysk sångare, skådespelare och musikalartist.
- 18 oktober – Ne-Yo, amerikansk pop- och R&B-sångare/låtskrivare, musikproducent, skådespelare och rappare.
- 27 oktober – Keri Hilson, amerikansk singer-songwriter.
- 13 november – Kumi Koda, japansk popsångare.
- 22 november – Hardi Kurda, kurdisk-svensk tonsättare.
- 18 december – Weiwei Jin, kinesisk-svensk tonsättare, ljud/multimediaartist, producent och pianist.
- 20 december – David Cook, amerikansk rocksångare och låtskrivare.

## Avlidna
- 17 januari – Tommy Tucker, 48, amerikansk sångare, låtskrivare och pianist.
- 19 januari
  - Börje Larsson, 71, svensk regissör, manusförfattare, sångtextförfattare och skådespelare.
  - Elis Regina, 36, brasiliansk sångare.
- 30 januari – Lightnin' Hopkins, 69, amerikansk bluesgitarrist och sångare.
- 4 februari – Alex Harvey, 46, brittisk sångare i bamdet Sensational Alex Harvey Band.
- 17 februari – Thelonious Monk, 64, amerikansk jazzmusiker.[2]
- 18 februari – Nat Shilkret, 92, amerikansk orkesterledare, kompositör och skivbolagsman.
- 5 mars – John Belushi, 33, amerikansk komiker, skådespelare och rocksångare.
- 19 mars – Randy Rhoads, 25, amerikansk gitarrist, flygolycka.
- 25 mars – Kai Gullmar (Gurli Maria Bergström), 78, svensk schlagerkompositör.[2]
- 26 mars – Anders Börje, 62, svensk sångare, kompositör och skådespelare.[2]
- 29 mars – Carl Orff, 86, tysk kompositör och dirigent.
- 1 maj – William Primrose, 77, brittisk violast.
- 3 maj – Hortensia Hedström, 91, svensk operettsångare och skådespelare.
- 12 maj – Humphrey Searle, 66, brittisk tonsättare och musikolog.
- 26 maj – Nanny Larsén-Todsen, 97, svensk operasångare (sopran).
- 1 juni – Per G. Holmgren, 72, svensk regissör, manusförfattare, kompositör och sångtextförfattare.
- 15 juni – Art Pepper, 56, amerikansk jazzmusiker.[2]
- 16 juni – James Honeyman-Scott, 25, brittisk rockmusiker, medlem i The Pretenders.
- 9 juli – Wingy Manone, 82, amerikansk jazzmusiker (trumpet och sång) och orkesterledare.
- 10 juli – Maria Jeritza, 96, österrikisk operasångare (sopran).
- 22 juli – Sven Paddock, 73, svensk sångtextförfattare, kompositör och radioman.
- 28 juli – Keith Green, 28, amerikansk gospelsångare, kompositör och musiker.
- 13 augusti – Joe Tex, 49, amerikansk sångare.
- 12 september – Federico Moreno Torroba, 91, spansk tonsättare.
- 4 oktober – Glenn Gould, 50, kanadensisk pianist.
- 10 oktober – Anna-Lisa Ryding, 79, svensk skådespelare och sångare.
- 16 oktober – Mario del Monaco, 67, italiensk operasångare.[2]
- 21 oktober – Radka Toneff, 30, norsk jazzmusiker och komponist.
- 30 oktober – Karl-Ragnar Gierow, 78, svensk regissör, manusförfattare, skådespelare och sångtextförfattare.
- 17 november – Eduard Tubin, 77, estnisk-svensk tonsättare.
- 8 december – Marty Robbins, 57, amerikansk countrysångare och gitarrist.
- 18 december – Waldemar Åhlén, 88, svensk organist, musiklärare och tonsättare.
- 21 december – Arthur Rubinstein, 95, polsk-amerikansk pianist.[2]

### Fotnoter
1. ↑  Poplight – Melodifestivalen.
2. 1 2 3 4 5 6 7 8 9 10   Horisont 1982. Bertmarks
3. ↑  Poplight – Eurovision Song Contest.
4. ↑  Svensktoppen – En liten historik.
5. ↑  Svensktoppen – 1982
6. ↑  CED in the History of Media Technology (läst 8 april 2011)
7. ↑  ”ABBA”. Arkiverad från originalet den 13 februari 2012. https://web.archive.org/web/20120213102225/http://www.abbasite.com/the-story/history/stardom. Läst 28 juli 2011.
8. ↑  ”Arméns musikkår”. Arkiverad från originalet den 28 oktober 2011. https://web.archive.org/web/20111028061505/http://www.forsvarsmakten.se/fomusc/Armens-musikkar/. Läst 15 april 2011.
9. ↑  ”Kenneth & the Knutters”. Arkiverad från originalet den 27 oktober 2011. https://web.archive.org/web/20111027161055/http://www.knutters.cc/history.htm. Läst 15 april 2011.
10. ↑  Elisabeth Andreassen fansite  – Kikki, Bettan & Lotta Arkiverad 14 mars 2016 hämtat från the Wayback Machine.
11. 1 2 3 4 5  ”ABBA Annual 1982”. Arkiverad från originalet den 23 maj 2013. https://web.archive.org/web/20130523011349/http://www.abbaannual.com/1982.htm. Läst 5 januari 2011.
12. ↑  Elisabeth Andreassen fansite – Skivhistorik
13. ↑  Kikkis största hits Arkiverad 18 mars 2012 hämtat från the Wayback Machine.